# Vincent Kompany
Vincent Jean Mpoy Kompany (Uccle, Bruselas, 10 de abril de 1986) es un exfutbolista y entrenador de fútbol belga. Jugaba de defensa y desde mayo de 2024 dirige al Bayern de Múnich de la Bundesliga de Alemania.
Comenzó su carrera en las categorías inferiores del R. S. C. Anderlecht, donde jugó tres temporadas tras ser promocionado al primer equipo. En el verano de 2006 fue traspasado al Hamburgo S. V. de la Bundesliga de Alemania, con los que disputó un total de 49 partidos y anotó tres goles. El Manchester City lo fichó en agosto de 2008 con 22 años de edad. Desde entonces se consolidó como jugador clave en el equipo, del que fue capitán desde 2011 hasta su salida. Fue incluido en el once ideal de la Premier de 2011 y 2012, además de ser elegido como el Jugador del Año de la Premier League en 2012.

## Biografía
Vincent Jean Mpoy Kompany nació el 10 de abril de 1986 en Uccle, uno de los diecinueve municipios de Bruselas. Su padre, Pierre, es un inmigrante congoleño que además es su agente. Jocelyne, su madre, es belga. Tiene un hermano llamado François que juega en el Sportkring Sint-Niklaas de la Tercera División de Bélgica.
Kompany se casó con su pareja Carla Higgs, seguidora del Manchester City, el 11 de junio de 2011. Tienen una hija llamada Sienna que nació el 10 de junio del año 2010.
Estudió el máster en Administración de Empresas en la Universidad de Mánchester.

## Trayectoria

### Como jugador

#### Hamburgo S. V.

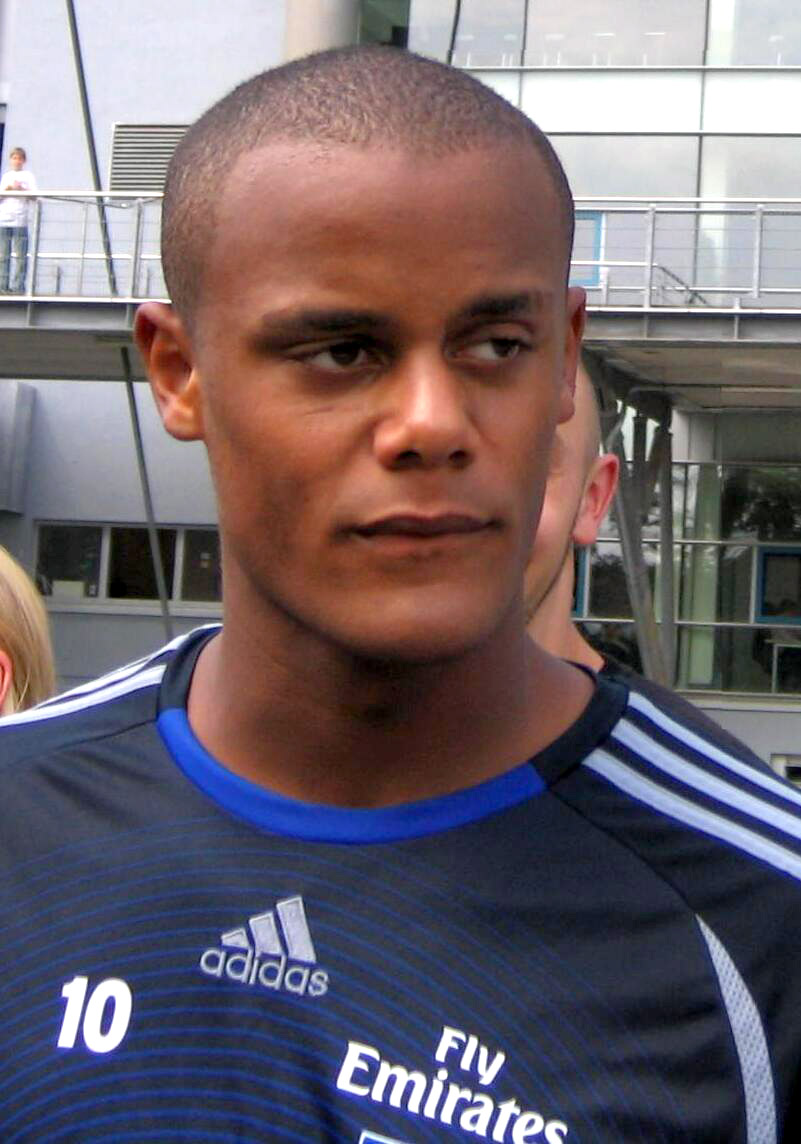
Kompany con el Hamburgo S. V.

En junio de 2006, se anunció el fichaje de Kompany por el Hamburgo S. V. por 15 millones de euros, reemplazando a Daniel Van Buyten, quien se había ido al Bayern de Múnich.

#### Manchester City

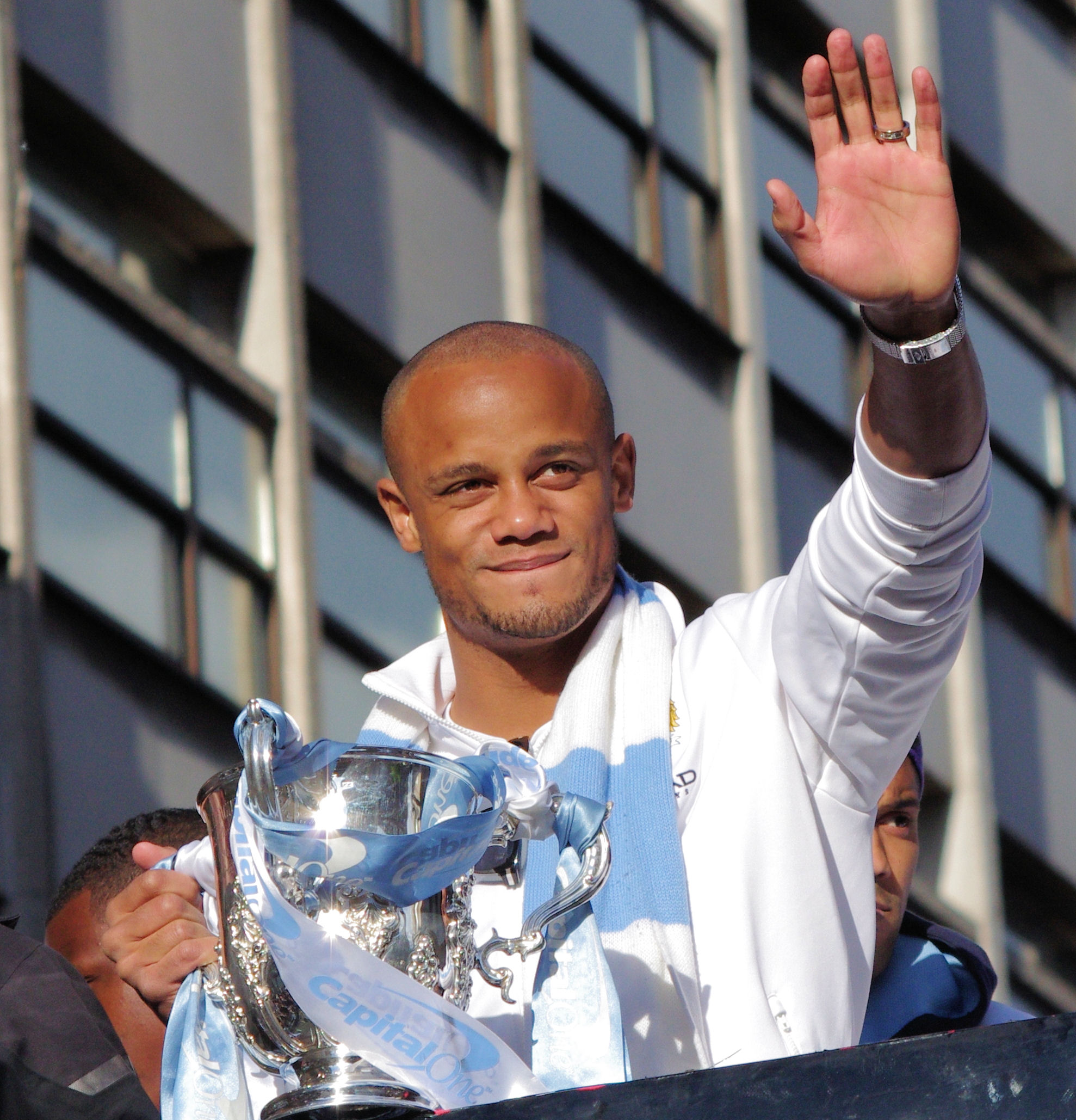
Kompany desfilando con el trofeo Copa de la Liga en mayo de 2014.

El 22 de agosto de 2008, el Manchester City confirmó la llegada de Vincent Kompany procedente del Hamburgo por una cantidad no superior a los diez millones de libras. Debutó con los citizens dos días más tarde ante el West Ham United luciendo el número 33 a la espalda. Anotó su primer gol con el City el 28 de septiembre en la derrota de su equipo por dos goles a uno frente al Wigan Athletic. En ese partido además recibió una tarjeta amarilla once minutos después de marcar el gol.
Tras once años en el club, el 19 de mayo de 2019, el día posterior a la consecución de la FA Cup, anunció su marcha del equipo citizen.

#### Vuelta al Anderlecht
Pocas horas después del anuncio de su marcha del Manchester City F. C., se hizo oficial su regreso al R. S. C. Anderlecht a partir de la temporada 2019-20 para ejercer de jugador y entrenador las siguientes tres temporadas. Tras un mal arranque de temporada, el 22 de agosto de 2019 anunció que durante los partidos dejaría de ejercer de entrenador. En octubre del mismo año pasó a ejercer únicamente el rol de jugador después de que el conjunto malva anunciara la contratación de Franky Vercauteren como nuevo entrenador.
El 17 de agosto de 2020 anunció su retirada y pasó a ejercer únicamente de entrenador firmando un contrato por cuatro temporadas.

### Como entrenador
En su primera campaña al frente del R. S. C. Anderlecht logró clasificar al equipo para la Liga Europa Conferencia de la UEFA después de terminar en la cuarta posición de la Pro League. El siguiente curso mejoraron un puesto, ya que finalizaron terceros, además de llegar a la final de la Copa de Bélgica que perdieron ante el K. A. A. Gante en la tanda de penaltis. Al término de la temporada abandonó el cargo tras haber llegado a un acuerdo con el club para rescindir su contrato.
El 14 de junio de 2022 fue nombrado nuevo entrenador del Burnley F. C. con el objetivo de devolver al club a la Premier League. Lo consiguió en su primer año con siete partidos por jugar y con solo dos derrotas en los 39 encuentros que habían disputado. Luego, su equipo venció al Blackburn Rovers el 25 de abril para ganar el título del Championship. Firmó un nuevo contrato el 7 de mayo de 2023, atándolo al club hasta 2028.
En su estreno como técnico en la Premier League solo consiguieron cinco victorias y descendieron a una jornada para la conclusión del campeonato tras caer derrotados ante el Tottenham Hotspur. No se quedó para intentar pelear por otro ascenso y el 29 de mayo de 2024 se anunció su fichaje por el Bayern de Múnich hasta el 30 de junio de 2027. En su primera temporada en el conjunto alemán, consiguió ganar la Bundesliga tras empatar frente al R. B. Leipzig y aprovecharse de otro empate del Bayer 04 Leverkusen al día siguiente.

## Selección nacional

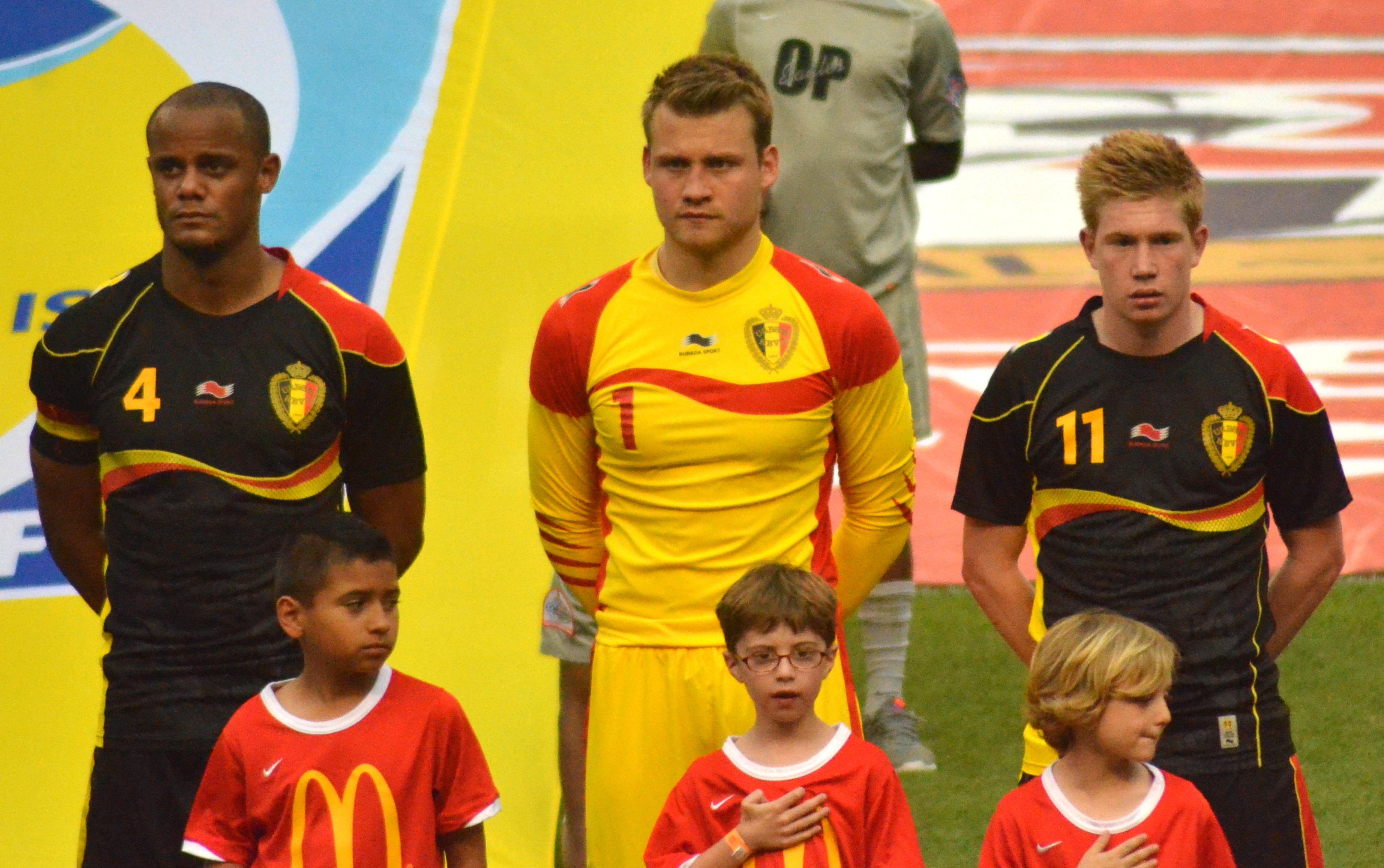
Kompany junto a sus compañeros Simon Mignolet y Kevin De Bruyne.

Fue internacional con la selección de fútbol de Bélgica en 89 ocasiones y marcó un total de cuatro goles.
Kompany fue convocado por la Real Federación Belga de Fútbol para representar al país en los Juegos Olímpicos de Pekín 2008. En un principio el Hamburgo no permitió al jugador disputar los Juegos Olímpicos, ya que no están reconocidos oficialmente por la FIFA. Finalmente, su club le permitió viajar con Bélgica a Pekín bajo de condición de que el jugador regresara a Alemania después de los dos primeros partidos de la fase de grupos. En el primer encuentro ante Brasil, Vincent Kompany vio la tarjeta roja, lo que le acarreó un partido de sanción. Debido a esto Kompany decidió no regresar con el Hamburgo y así ayudar a su selección a pasar a la siguiente ronda del torneo. El club germano mantuvo su postura de que el central tenía que volver, por lo que la Federación Belga le dejó regresar a Alemania.
El 13 de mayo de 2014 el entrenador de la selección belga, Marc Wilmots, incluyó a Kompany en la lista preliminar de 24 jugadores convocados que empezarían la preparación para la Copa Mundial de Fútbol de 2014. Utilizará el número 4 durante el torneo.
El 4 de junio de 2018 el seleccionador Roberto Martínez lo incluyó en la lista de 23 para el Mundial. A pesar de perderse los primeros partidos por una lesión, realiza un buen Mundial, alcanzando con la selección de Bélgica un histórico tercer lugar.

### Participaciones en Copas del Mundo
| Mundial           | Sede   | Resultado        |
| ----------------- | ------ | ---------------- |
| Copa Mundial 2014 | Brasil | Cuartos de final |
| Copa Mundial 2018 | Rusia  | Tercer lugar     |

### Participaciones en Juegos Olímpicos
| JJ. OO.                        | Sede  | Resultado     |
| ------------------------------ | ----- | ------------- |
| Juegos Olímpicos de Pekín 2008 | Pekín | Cuarto puesto |

## Estadísticas

### Jugador
- Actualizado hasta el final de carrera deportiva.

| Club                             | Div.          | Temporada     | Liga  | Liga  | Copas nacionales | Copas nacionales | Torneos internacionales | Torneos internacionales | Total | Total |
| Club                             | Div.          | Temporada     | Part. | Goles | Part.            | Goles            | Part.                   | Goles                   | Part. | Goles |
| -------------------------------- | ------------- | ------------- | ----- | ----- | ---------------- | ---------------- | ----------------------- | ----------------------- | ----- | ----- |
| R. S. C. Anderlecht · Bélgica    | 1.ª           | 2003-04       | 29    | 2     | 5                | 0                | 7                       | 0                       | 41    | 2     |
| R. S. C. Anderlecht · Bélgica    | 1.ª           | 2004-05       | 32    | 2     | 2                | 0                | 7                       | 0                       | 41    | 2     |
| R. S. C. Anderlecht · Bélgica    | 1.ª           | 2005-06       | 12    | 1     | 1                | 0                | 6                       | 1                       | 19    | 2     |
| Hamburgo S. V. · Alemania        | 1.ª           | 2006-07       | 6     | 0     | 2                | 1                | 5                       | 0                       | 13    | 1     |
| Hamburgo S. V. · Alemania        | 1.ª           | 2007-08       | 22    | 1     | 4                | 0                | 11                      | 2                       | 37    | 3     |
| Hamburgo S. V. · Alemania        | 1.ª           | 2008-09       | 1     | 0     | —                | —                | —                       | —                       | 1     | 0     |
| Hamburgo S. V. · Alemania        | Total club    | Total club    | 29    | 1     | 6                | 1                | 16                      | 2                       | 51    | 4     |
| Manchester City F. C. Inglaterra | 1.ª           | 2008-09       | 34    | 1     | 2                | 0                | 9                       | 0                       | 45    | 1     |
| Manchester City F. C. Inglaterra | 1.ª           | 2009-10       | 25    | 2     | 7                | 0                | —                       | —                       | 32    | 2     |
| Manchester City F. C. Inglaterra | 1.ª           | 2010-11       | 37    | 0     | 6                | 0                | 8                       | 0                       | 51    | 0     |
| Manchester City F. C. Inglaterra | 1.ª           | 2011-12       | 31    | 3     | 2                | 0                | 9                       | 0                       | 42    | 3     |
| Manchester City F. C. Inglaterra | 1.ª           | 2012-13       | 26    | 1     | 4                | 0                | 6                       | 0                       | 36    | 1     |
| Manchester City F. C. Inglaterra | 1.ª           | 2013-14       | 28    | 4     | 5                | 0                | 4                       | 1                       | 37    | 5     |
| Manchester City F. C. Inglaterra | 1.ª           | 2014-15       | 25    | 0     | 1                | 0                | 7                       | 0                       | 33    | 0     |
| Manchester City F. C. Inglaterra | 1.ª           | 2015-16       | 14    | 2     | 1                | 0                | 7                       | 0                       | 22    | 2     |
| Manchester City F. C. Inglaterra | 1.ª           | 2016-17       | 11    | 3     | 4                | 0                | 0                       | 0                       | 15    | 3     |
| Manchester City F. C. Inglaterra | 1.ª           | 2017-18       | 17    | 1     | 2                | 1                | 2                       | 0                       | 21    | 2     |
| Manchester City F. C. Inglaterra | 1.ª           | 2018-19       | 17    | 1     | 5                | 0                | 4                       | 0                       | 26    | 1     |
| Manchester City F. C. Inglaterra | Total club    | Total club    | 265   | 18    | 39               | 1                | 56                      | 1                       | 360   | 20    |
| R. S. C. Anderlecht · Bélgica    | 1.ª           | 2019-20       | 15    | 1     | 3                | 0                | —                       | —                       | 18    | 1     |
| R. S. C. Anderlecht · Bélgica    | Total club    | Total club    | 88    | 6     | 11               | 0                | 20                      | 1                       | 119   | 7     |
| Total carrera                    | Total carrera | Total carrera | 382   | 25    | 56               | 2                | 92                      | 4                       | 530   | 31    |
| 1. 2.                            |               |               |       |       |                  |                  |                         |                         |       |       |

### Entrenador
| Equipo                        | Div.                | Temporada           | Liga  | Liga | Liga | Liga | Liga |       | Copa | Copa | Copa | Copa  |    | Internacional | Internacional | Internacional | Internacional | Internacional |   | Otros | Otros | Otros | Otros |    | Totales     | Totales | Totales | Totales | Totales | Totales | Totales | Totales |
| Equipo                        | Div.                | Temporada           | Part. | G    | E    | P    | Pos. | Part. | G    | E    | P    | Part. | G  | E             | P             | Pos.          | Part.         | G             | E | P     | Part. | G     | E     | P  | Rendimiento | GF      | GC      | Dif.    |         |         |         |         |
| ----------------------------- | ------------------- | ------------------- | ----- | ---- | ---- | ---- | ---- | ----- | ---- | ---- | ---- | ----- | -- | ------------- | ------------- | ------------- | ------------- | ------------- | - | ----- | ----- | ----- | ----- | -- | ----------- | ------- | ------- | ------- | ------- | ------- | ------- | ------- |
| R. S. C. Anderlecht · Bélgica | 1.ª                 | 2019-20             | 4     | 0    | 2    | 2    | Inc. | -     | -    | -    | -    | -     | -  | -             | -             | -             | -             | -             | - | -     | 4     | 0     | 2     | 2  | 16.67%      | 3       | 6       | -3      |         |         |         |         |
| R. S. C. Anderlecht · Bélgica | 1.ª                 | 2020-21             | 38    | 14   | 16   | 8    | 4.º  | 4     | 3    | 0    | 1    | -     | -  | -             | -             | -             | -             | -             | - | -     | 42    | 17    | 16    | 9  | 53.18%      | 64      | 44      | +20     |         |         |         |         |
| R. S. C. Anderlecht · Bélgica | 1.ª                 | 2021-22             | 40    | 20   | 12   | 8    | 3.º  | 6     | 3    | 3    | 0    | 4     | 2  | 1             | 1             | 4.ªR          | -             | -             | - | -     | 50    | 25    | 16    | 9  | 60.67%      | 107     | 56      | +51     |         |         |         |         |
| R. S. C. Anderlecht · Bélgica | Total               | Total               | 82    | 34   | 30   | 18   | -    | 10    | 6    | 3    | 1    | 4     | 2  | 1             | 1             | -             | -             | -             | - | -     | 96    | 42    | 34    | 20 | 55.56%      | 174     | 106     | +68     |         |         |         |         |
| Burnley F. C. Inglaterra      | 2.ª                 | 2022-23             | 46    | 29   | 14   | 3    | 1.º  | 8     | 5    | 1    | 2    | -     | -  | -             | -             | -             | -             | -             | - | -     | 54    | 34    | 15    | 5  | 72.22%      | 98      | 47      | +51     |         |         |         |         |
| Burnley F. C. Inglaterra      | 1.ª                 | 2023-24             | 38    | 5    | 9    | 24   | 19.º | 4     | 2    | 0    | 2    | -     | -  | -             | -             | -             | -             | -             | - | -     | 42    | 7     | 9     | 26 | 23.81%      | 46      | 82      | -36     |         |         |         |         |
| Burnley F. C. Inglaterra      | Total               | Total               | 84    | 34   | 23   | 27   | -    | 12    | 7    | 1    | 4    | -     | -  | -             | -             | -             | -             | -             | - | -     | 96    | 41    | 24    | 31 | 51.04%      | 144     | 129     | +15     |         |         |         |         |
| Bayern de Múnich · Alemania   | 1.ª                 | 2024-25             | 34    | 25   | 7    | 2    | 1.º  | 3     | 2    | 0    | 1    | 14    | 8  | 2             | 4             | 1/4           | 5             | 3             | 0 | 2     | 56    | 38    | 9     | 9  | 73.22%      | 154     | 57      | +97     |         |         |         |         |
| Bayern de Múnich · Alemania   | 1.ª                 | 2025-26             | 0     | 0    | 0    | 0    | -    | 0     | 0    | 0    | 0    | 0     | 0  | 0             | 0             | -             | 1             | 1             | 0 | 0     | 1     | 1     | 0     | 0  | 100%        | 2       | 1       | +1      |         |         |         |         |
| Bayern de Múnich · Alemania   | Total               | Total               | 34    | 25   | 7    | 2    | -    | 3     | 2    | 0    | 1    | 14    | 8  | 2             | 4             | -             | 6             | 4             | 0 | 2     | 57    | 39    | 9     | 9  | 73.68%      | 156     | 58      | +98     |         |         |         |         |
| Total en su carrera           | Total en su carrera | Total en su carrera | 200   | 93   | 60   | 47   | -    | 25    | 15   | 4    | 6    | 18    | 10 | 3             | 5             | -             | 6             | 4             | 0 | 2     | 249   | 122   | 67    | 60 | 57.97%      | 474     | 293     | +181    |         |         |         |         |
| 1. 2. 3.                      |                     |                     |       |      |      |      |      |       |      |      |      |       |    |               |               |               |               |               |   |       |       |       |       |    |             |         |         |         |         |         |         |         |

#### Resumen por competiciones
| Competición                        | Partidos | Ganados | Empatados | Perdidos | %      | Resultado        |
| ---------------------------------- | -------- | ------- | --------- | -------- | ------ | ---------------- |
| Primera División de Bélgica        | 82       | 34      | 30        | 18       | 53.66% | 3.er lugar       |
| Copa de Bélgica                    | 10       | 6       | 3         | 1        | 70%    | Subcampeón       |
| EFL Championship                   | 46       | 29      | 14        | 3        | 73.18% | Campeón          |
| Premier League                     | 38       | 5       | 9         | 24       | 21.05% | 19.º lugar       |
| FA Cup                             | 6        | 3       | 1         | 2        | 55.56% | Cuartos de final |
| EFL Cup                            | 6        | 4       | 0         | 2        | 66.67% | Cuarta ronda     |
| Bundesliga                         | 34       | 25      | 7         | 2        | 80.39% | Campeón          |
| Copa de Alemania                   | 3        | 2       | 0         | 1        | 66.67% | Octavos de final |
| Supercopa de Alemania              | 1        | 1       | 0         | 0        | 100%   | Campeón          |
| Liga de Campeones de la UEFA       | 14       | 8       | 2         | 4        | 61.9%  | Cuartos de final |
| Liga Europa Conferencia de la UEFA | 4        | 2       | 1         | 1        | 58.33% | Cuarta ronda     |
| Mundial de Clubes de la FIFA       | 5        | 3       | 0         | 2        | 60%    | Cuartos de final |
| Total                              | 249      | 122     | 67        | 60       | 57.97% | 3 títulos        |

## Palmarés

### Como jugador

#### Títulos nacionales
| Título                      | Club                  | País       | Año     |
| --------------------------- | --------------------- | ---------- | ------- |
| Primera División de Bélgica | R. S. C. Anderlecht   | Bélgica    | 2003-04 |
| Primera División de Bélgica | R. S. C. Anderlecht   | Bélgica    | 2005-06 |
| FA Cup                      | Manchester City F. C. | Inglaterra | 2010-11 |
| Premier League              | Manchester City F. C. | Inglaterra | 2011-12 |
| Community Shield            | Manchester City F. C. | Inglaterra | 2012    |
| Copa de la Liga             | Manchester City F. C. | Inglaterra | 2013-14 |
| Premier League              | Manchester City F. C. | Inglaterra | 2013-14 |
| Copa de la Liga             | Manchester City F. C. | Inglaterra | 2015-16 |
| Copa de la Liga             | Manchester City F. C. | Inglaterra | 2017-18 |
| Premier League              | Manchester City F. C. | Inglaterra | 2017-18 |
| Community Shield            | Manchester City F. C. | Inglaterra | 2018    |
| Copa de la Liga             | Manchester City F. C. | Inglaterra | 2018-19 |
| Premier League              | Manchester City F. C. | Inglaterra | 2018-19 |
| FA Cup                      | Manchester City F. C. | Inglaterra | 2018-19 |

#### Títulos internacionales
| Título                    | Club           | País     | Año  |
| ------------------------- | -------------- | -------- | ---- |
| Copa Intertoto de la UEFA | Hamburgo S. V. | Alemania | 2007 |

#### Distinciones individuales
| Distinción                           | Año  |
| ------------------------------------ | ---- |
| Zapato de Oro                        | 2004 |
| Jugador del Año de la Premier League | 2012 |

### Como entrenador

#### Títulos nacionales
| Título                | Club             | País       | Año     |
| --------------------- | ---------------- | ---------- | ------- |
| EFL Champioship       | Burnley F. C.    | Inglaterra | 2022-23 |
| Bundesliga            | Bayern de Múnich | Alemania   | 2024-25 |
| Supercopa de Alemania | Bayern de Múnich | Alemania   | 2025    |